# Boldva
Boldva là một thị trấn thuộc hạt Borsod-Abaúj-Zemplén, Hungary. Thị trấn này có diện tích 28,34 km², dân số năm 2010 là 2352 người, mật độ 83 người/km².